# 伊伯·佛雷德里克森
伊伯·佛雷德里克森（Ib Frederiksen，1964年—），是丹麥前羽球運動員。
伊伯·佛雷德里克森參加了1987年國際羽聯世界錦標賽男子單打比賽，在四分之一決賽中輸給了中國的楊陽。
伊伯·佛雷德里克森贏得了1988年全英羽球公開錦標賽男子單打冠軍。他在半決賽中擊敗延斯·彼得·尼爾霍夫，在決賽中以8-15、15-7、15-10擊敗摩丹·佛洛斯特。